# SC Rapperswil-Jona Lakers
Die SC Rapperswil-Jona Lakers (kurz SCRJ) sind ein Schweizer Eishockeyclub aus Rapperswil-Jona im Kanton St. Gallen. Die erste Mannschaft spielt seit 2018 wieder in der National League, nachdem man drei Jahre in der Swiss League gespielt hatte. Der Klub trägt seine Heimspiele in der St. Galler Kantonalbank Arena in Rapperswil-Jona aus.

## Geschichte

### Die Anfänge
Der Schlittschuh Club Rapperswil (SCR) wurde am 17. Januar 1945 gegründet. Ein Jahr später, am 6. Januar 1946, absolvierte man auswärts gegen St. Gallen das erste offizielle Spiel. Die Heimspiele wurden auf dem gefrorenen Zürichsee  ausgetragen. Die Spieler stellten anfänglich den Vorstand und bereiteten das Eisfeld in langer Nachtarbeit auf. Die Witterungsverhältnisse liessen sehr wenige Spiele zu, trainiert wurde deshalb auf der Dolder-Kunsteisbahn in Zürich. Bereits zu Anfangszeiten säumten gegen 1000 Schaulustige die Spiele von Rappi. Erste Erfolge erzielten die Rapperswiler bereits in der Saison 1950/51 mit dem Schweizer Meistertitel Serie B, 1953/54 mit dem Regionalmeister Serie A und dem Aufstiegsspiel in die Nationalliga B, welches man jedoch in der Verlängerung gegen Montana Lausanne auswärts mit 0:1 knapp verlor.
Am 21. Oktober 1961 erstellte Walter Denzler in privater Initiative zwischen Rietland und Strandweg eine Kunsteisbahn, welche ein neues Rapperswiler Eishockey-Zeitalter einläutete. Die Rapperswiler engagierten mit Otto Schubiger erstmals einen bezahlten Spielertrainer und trennten den administrativen und sportlichen Bereich des Clubs. Der damals 37-jährige Schubiger galt als konditionsstärkster und schnellster Schweizer Spieler. 1964/65 stieg der Club zu seinem 20-jährigen Jubiläum in die Nationalliga B auf. Damals besuchten regelmässig 2'500 Zuschauer die Spiele im Lido. Nach zwei Saisons in der zweithöchsten Liga stieg der SCR jedoch bereits wieder ab.

### Der SCRJ behauptet sich in der NLB
In den 1970er-Jahren begann eine finanzielle Durststrecke des Clubs. Wohl aus diesen Gründen wurde 1973 der Clubname um einen weiteren Buchstaben auf SCRJ erweitert. Damit drückte der Name aus, was der SCR schon immer war: Ein Club mit Verankerung in Rapperswil und Jona. Nach Jahren der sportlichen Mittelmässigkeit wurde 1976 das Halbprofitum eingeführt und im Winter 1976/77 gelang der Wiederaufstieg in die Nationalliga B, der ausschliesslich mit eigenem Nachwuchs zustande kam.
Im folgenden Jahrzehnt konnte sich der Club in der Nationalliga B sportlich konsolidieren. Noch immer spielte der SCRJ aber unter freiem Himmel. Dies änderte sich 1984, als man das Eisfeld mittels einer Kunststoff-Traglufthalle überdecken liess. Damit wurde auch der Drohung des Verbandes begegnet, dem SCRJ die Spielbewilligung für Nationalligaspiele wegen fehlender Überdachung zu entziehen. 1987/88 konnte schliesslich die Eishalle Lido mit damals 4'000 Plätzen eröffnet werden.

### Das erste NLA-Abenteuer
Auf dem Höhepunkt einer jahrelangen gezielten Aufbauarbeit unter der Führung des neuen Präsidenten Bruno Hug erreichte der Club im Winter 1993/94 sein höchstes sportliches Ziel: Unter leidenschaftlicher Anteilnahme der Bevölkerung und geführt vom finnischen Trainer Pekka Rautakallio gelang der ersten Mannschaft, rechtzeitig zum 50-jährigen Bestehen, der Aufstieg in die oberste Spielklasse. Ab der Saison 1994/95 spielte die Mannschaft somit in der Nationalliga A.

Logo bis 2015

Am 13. Juli 2000 wurde die SCRJ Sport AG gegründet, die sich als Aktiengesellschaft um die Organisation des Eishockeysports kümmert. Das Kapital der aus der SCRJ Sport AG hervorgegangenen Lakers Sport AG betrug zum Ende der Saison 2008/09 CHF 2'350'000.
Zur Saison 2005/06 wurde der alte Vereinsname SC Rapperswil-Jona durch den neuen Namen Rapperswil-Jona Lakers ersetzt. Zeitgleich führte der Club neue, eisblaue Trikots ein. Diese Änderungen führten zu Auseinandersetzungen der Clubleitung mit einer bedeutenden Fraktion an traditionsbewussten Fans. Gleich im ersten Jahr in den neuen Farben erreichten die Lakers den Playoff-Halbfinal. Es war der bisher grösste Erfolg des Clubs. Das nicht mehr den NLA-Anforderungen entsprechende alte Stadion „Lido“ wurde nach der Saison 2005/06 komplett umgebaut. Nach dem Umbau wurde es in Diners Club Arena umbenannt. Sportlich ging es im neuen Stadion allerdings nur noch bergab. Von 2009 bis 2015 verpasste man sieben Mal in Serie die Playoffs.

### Abstieg und Neuaufbau in der NLB
In der Saison 2014/15 gipfelte die Baisse schliesslich im Abstieg in die NLB, nachdem man in der Ligaqualifikation den SCL Tigers unterlegen war. Während der Serie gegen Langnau war Rapperswil-Jonas Verwaltungsratspräsident Lucas H. Schluep von seinem Amt zurückgetreten, nachdem es Drohungen gegen ihn gegeben hatte. In der dritten Partie gegen die Tigers war Schluep mit einem Zuschauer aneinandergeraten.

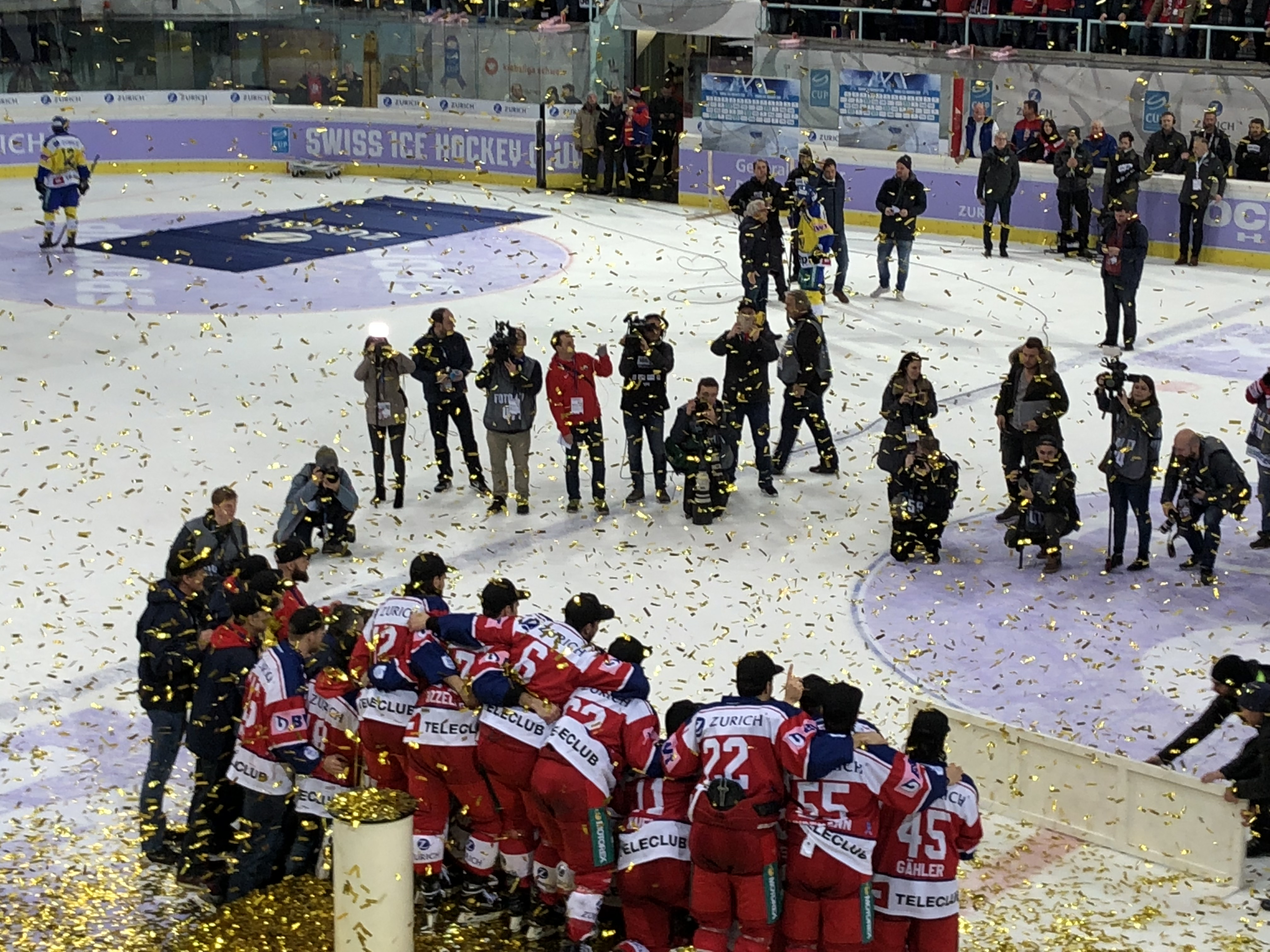
Pokalübergabe nach dem Final des Swiss Ice Hockey Cup am 4. Februar 2018

Um sich mit den Fans zu versöhnen, benannte man sich nun wieder in SC Rapperswil-Jona Lakers um. Im Logo wurde die Welle durch das «e» aus dem alten Logo ersetzt. Zusätzlich spielen die Lakers seit der Saison 2015/16 wieder in rot, wie sie das in den 1990er-Jahren bereits getan hatten. Der Liga-Neuling konnte die Qualifikation der Saison 2015/16 für sich entscheiden, im Final musste sich die Mannschaft von Trainer Jeff Tomlinson dem HC Ajoie mit 2:4-Siegen geschlagen geben. Weil das Budget auf die Saison 2016/17 etwas gekürzt wurde, bekam die Mannschaft nochmals ein neues Gesicht. Die Lakers spielten eine mässige Qualifikation, konnten sich in den Playoffs jedoch steigern und scheiterten im Finale nur knapp mit 3:4 am SC Langenthal.
Im Februar 2018 gewannen die SC Rapperswil-Jona Lakers im ausverkauften Stadion den Swiss Ice Hockey Cup 2017/18 mit einem 7:2-Finalsieg gegen den HC Davos. Erst zum zweiten Mal konnte ein Club aus der Nationalliga B den Cup gewinnen. Im April 2018 gewann die Mannschaft unter Trainer Tomlinson zudem die Meisterschaft in der Swiss League und zog damit in die Ligaqualifikation gegen den EHC Kloten ein. In einer äusserst umkämpften Serie setzte man sich im siebten Spiel in der Klotener Swiss Arena mit 2:1 nach Verlängerung durch und stieg erneut in die National League auf.

### Rückkehr in die National League
In den ersten beiden NL-Saisons bezahlten die SCRJ Lakers Lehrgeld. Im ersten Jahr wurden sie mit nur 10 Siegen Letzter der Qualifikation. Ein Jahr später waren sie um einiges konkurrenzfähiger, beendeten die Regular Season aber wieder auf dem zwölften Platz. Dank dem Ligaquali-Verzicht des SC Langenthal (2018/19) und der Coronapandemie (2019/20) kam es in diesen Jahren aber nie zu Spielen gegen den Abstieg, weshalb sich Rappi kampflos in der obersten Liga halten konnte. In der Saison 2020/21 sollte schliesslich der Durchbruch gelingen. Die Rapperswiler erreichten in der Qualifikation den angestrebten zehnten Platz und setzten sich in den Pre-Playoffs gegen den EHC Biel durch. In der anschliessenden Viertelfinal-Serie gegen den HC Lugano gewann man ebenfalls sensationell mit 4:1-Siegen. Obwohl man anschliessend mit 1:3-Siegen am EV Zug scheiterte, spielten die Lakers damit die erfolgreichste Saison seit 15 Jahren. In der darauffolgenden Saison konnten die Rapperswiler erneut überraschen. Trotz einem Rekord von 94 Punkten und Platz vier in der Qualifikation scheiterte man in der ersten Playoffrunde jedoch mit 3:4 an Davos. Es war das zweite Mal in der Geschichte, dass der SCRJ ein 3:0 in einer Serie verspielte.

## Saisonstatistik seit 1994
| Saison  | Qualifikation | Playoffs/Playouts   |
| ------- | ------------- | ------------------- |
| 1994/95 | 9. Platz      | Sieger Playouts     |
| 1995/96 | 3. Platz      | Viertelfinal        |
| 1996/97 | 8. Platz      | Viertelfinal        |
| 1997/98 | 7. Platz      | Viertelfinal        |
| 1998/99 | 8. Platz      | Viertelfinal        |
| 1999/00 | 9. Platz      | Niederlage Playouts |
| 2000/01 | 7. Platz      | Viertelfinal        |
| 2001/02 | 11. Platz     | 1. Runde Playouts   |
| 2002/03 | 8. Platz      | Viertelfinal        |
| 2003/04 | 10. Platz     | 2. Platz Playouts   |

| Saison  | Qualifikation | Playoffs/Playouts |
| ------- | ------------- | ----------------- |
| 2004/05 | 7. Platz      | Viertelfinal      |
| 2005/06 | 4. Platz      | Halbfinal         |
| 2006/07 | 6. Platz      | Viertelfinal      |
| 2007/08 | 7. Platz      | Viertelfinal      |
| 2008/09 | 10. Platz     | Playout-Halbfinal |
| 2009/10 | 10. Platz     | Playout-Halbfinal |
| 2010/11 | 11. Platz     | Playout-Final     |
| 2011/12 | 12. Platz     | Playout-Halbfinal |
| 2012/13 | 11. Platz     | Playout-Final     |
| 2013/14 | 12. Platz     | Playout-Final     |

| Saison  | Qualifikation | Playoffs/Playouts             |
| ------- | ------------- | ----------------------------- |
| 2014/15 | 12. Platz     | Abstieg in die NLB            |
| 2015/16 | 1. Platz      | Final                         |
| 2016/17 | 4. Platz      | Final                         |
| 2017/18 | 1. Platz      | Aufstieg in die NL            |
| 2018/19 | 12. Platz     | Niederlage Playouts           |
| 2019/20 | 12. Platz     | Saisonabbruch                 |
| 2020/21 | 10. Platz     | Playoff-Halbfinal             |
| 2021/22 | 4. Platz      | Playoff-Viertelfinal          |
| 2022/23 | 3. Platz      | Direkte Playoff-Qualifikation |

## Spieler

### Kader der Saison 2025/26
Stand: 1. Juli 2025
| Nr. | Nat.                       | Spieler                  | Pos. | Geburtsdatum       | im Team seit | Geburtsort                      |
| --- | -------------------------- | ------------------------ | ---- | ------------------ | ------------ | ------------------------------- |
| 60  | Schweiz                    | Melvin Nyffeler          | G    | 16. Dezember 1994  | 2017         | Volketswil, Schweiz             |
| 74  | Lettland                   | Ivars Punnenovs          | G    | 30. Mai 1994       | 2024         | Riga, Lettland                  |
| 51  | Schweiz                    | Robin Bisig              | D    | 10. Mai 2005       | 2016         | Schweiz                         |
| 7   | Schweiz                    | Luca Capaul              | D    | 15. September 1999 | 2023         | Uznach, Schweiz                 |
|     | Schweiz                    | Mauro Dufner             | D    | 14. Februar 1995   | 2025         | Schweiz                         |
| 9   | Schweiz                    | Mika Henauer             | D    | 2. März 2000       | 2024         | Zürich, Schweiz                 |
|     | Finnland                   | Julius Honka             | D    | 3. Dezember 1995   | 2025         | Jyväskylä, Finnland             |
| 17  | Schweiz                    | Igor Jelovac – A         | D    | 1. Februar 1995    | 2024         | Villars-sur-Ollon, Schweiz      |
| 4   | Schweden                   | Jacob Larsson            | D    | 29. April 1997     | 2024         | Ljungby, Schweden               |
| 11  | Schweiz                    | Fabian Maier             | D    | 5. November 1991   | 2016         | Schweiz                         |
| 64  |                            | Benjamin Quinn           | D    | 28. April 2004     | 2024         | Toronto, Ontario, Kanada        |
| 28  | Schweiz                    | Yannick-Lennart Albrecht | C    | 28. April 1994     | 2021         | Visp, Schweiz                   |
| 23  |                            | Nico Dünner – C          | C    | 19. April 1994     | 2019         | Emmenbrücke, Schweiz            |
| 13  | Schweiz                    | Jannis Embacher          | C    | 23. Mai 2005       | 2017         | Schweiz                         |
| 16  | Kanada                     | Tanner Fritz             | C    | 20. August 1991    | 2024         | Grande Prairie, Alberta, Kanada |
|     | Schweiz                    | Marlon Graf              | F    | 21. November 2002  | 2025         | Wettingen, Schweiz              |
| 33  | Schweiz                    | Valentin Hofer           | RW   | 1. März 2002       | 2024         | Schweiz                         |
| 47  | Schweiz                    | Jan Hornecker            | W    | 18. Juni 2004      | 2017         | Grüt, Schweiz                   |
| 71  | Danemark Kanada            | Nicklas Jensen           | RW   | 16. März 1993      | 2022         | Herning, Dänemark               |
| 89  | Schweiz                    | Dominic Lammer           | RW   | 3. Oktober 1992    | 2021         | Zürich, Schweiz                 |
| 95  | Schweiz Vereinigte Staaten | Tyler Moy – A            | C    | 18. Juli 1995      | 2022         | La Jolla, Kalifornien, USA      |
| 49  | Schweden                   | Victor Rask              | C    | 1. März 1993       | 2023         | Leksand, Schweden               |
| 88  | Schweden                   | Malte Strömwall          | RW   | 24. August 1994    | 2024         | Luleå, Schweden                 |
| 40  | Schweiz Osterreich         | Jonas Taibel             | C    | 19. August 2004    | 2023         | Feldkirch, Österreich           |
| 72  | Schweiz                    | Gian-Marco Wetter        | C    | 8. Mai 2000        | 2019         | Appenzell, Schweiz              |
| 94  | Schweiz                    | Sandro Zangger           | W    | 27. August 1994    | 2021         | Jona, Schweiz                   |

Trainerstab
|             | Name              | Nationalität | Geburtstag         |
| ----------- | ----------------- | ------------ | ------------------ |
| Cheftrainer | Stefan Hedlund    | Schweden     | 30. Mai 1975       |
| Co-Trainer  | Fabian Gunnarsson | Schweden     | 23. Mai 1995       |
| Co-Trainer  | Johan Lundskog    | Schweden     | 11. September 1984 |

### Ehemalige Spieler

#### Aufstieg 1994
| NLB-Meister Aufsteiger in die NLA | Torhüter: Marius Bösch, Michael Häbig Verteidiger: Armin Berchtold, Daniel Bünzli, Erich Frey, Patrick Götz, Marc Haueter, Christian Langer, Markus Näf (C) Angreifer: Daniel Aeschbacher, Ray Allison, Tom Bissett, Warren Bruetsch, Arthur Camenzind, Christian Hofstetter, Jean-Noël Honegger, Roman Kessler, Hans Kossmann, Marco Seeholzer, Laurent Stehlin, Marco Werder Cheftrainer: Pekka Raultakallio |

#### Halbfinal 2006
| Playoff-Halbfinal | Torhüter: Marco Streit, Michael Tobler Verteidiger: Marco Bayer, Sven Berger, Marco Capaul, Patrick Fischer, Cyrill Geyer, Sandro Gmür, Patrick Parati, Marc Schefer, Marko Tuulola, Zarley Zalapski Angreifer: Patrick Berchtold, Christian Berglund, Markus Bütler, Deny Bärtschi, Mikko Eloranta, Peter Hürlimann, Stefan Hürlimann, Roman Kadera, Claudio Micheli, Patrizio Morger, Brady Murray, Reto Müller, Jeff Panzer, Brandon Reid, Antonio Rizzello, Stacy Roest, Thomas Walser, Marc Weber Cheftrainer: Bill Gilligan Assistenztrainer: Roland Schmid |

#### Triple-Sieger 2018
| Cupsieger Swiss League Meister Aufsteiger in die NL | Torhüter: Kevin Liechti, Melvin Nyffeler, Sascha Rochow Verteidiger: Sven Berger, Thomas Büsser, Cyrill Geyer (A), Nico Gurtner, Jorden Gähler, Frédéric Iglesias, Fabian Maier, Leandro Profico, Rajan Sataric, Florian Schmuckli Angreifer: Jared Aulin (A), Fabian Brem, Corsin Casutt, Lars Frei, Michael Hügli, Cédric Hüsler, Dion Knelsen, Sven Lindemann, Jeremy Morin, Jan Mosimann, Martin Ness, Josh Primeau, Antonio Rizzello (C), Jan Vogel Cheftrainer: Jeff Tomlinson Assistenztrainer: Robin Farkas |

#### Halbfinal 2021
| Playoff-Halbfinal | Torhüter: Melvin Nyffeler, Noël Bader Verteidiger: Mauro Dufner, Dominik Egli (A), Igor Jelovac, Fabian Maier, Leandro Profico, Flurin Randegger, Rajan Sataric, Joel Scheidegger, Daniel Vukovic (A) Angreifer: Roman Červenka, Kevin Clark, Nico Dünner (A), Nando Eggenberger, Sandro Forrer, Marco Lehmann, Lukas Lhotak, Michael Loosli, Steve Moses, Martin Ness, František Řehák, Andrew Rowe (C), Kay Schweri, Gian-Marco Wetter, Jeremy Wick Cheftrainer: Jeff Tomlinson Assistenztrainer: Niklas Gällstedt |

#### Clublegenden
Bei den SCRJ Lakers werden keine Nummern zurückgezogen. Verdiente Spieler erhalten aber ein Banner, das unters Hallendach gehängt wird. Aktuell sind dies:
- Cyrill Geyer[5]
- Sven Berger
- Antonio Rizzello

#### Weitere bekannte Spieler
- Doug Gilmour
- Jason Spezza
- Timo Meier
- Michael Del Zotto
- Pavel Brendl
- Kristian Huselius
- Mike Richard
- Stacy Roest
- Mariusz Czerkawski
- David Aebischer
- Mike Bullard
- Gilles Thibaudeau
- Pekka Rautakallio
- Mikko Eloranta
- Mathias Seger
- Andreas Ritsch
- Claudio Micheli
- Reto Suri
- Brian Hills
- Michel Riesen
- Christian Berglund
- Niklas Nordgren
- Dale McTavish
- Sanny Lindström
- Thierry Paterlini
- Niklas Persson
- Nicklas Danielsson
- Johan Fransson
- Morris Lukowich

## Spielstätte

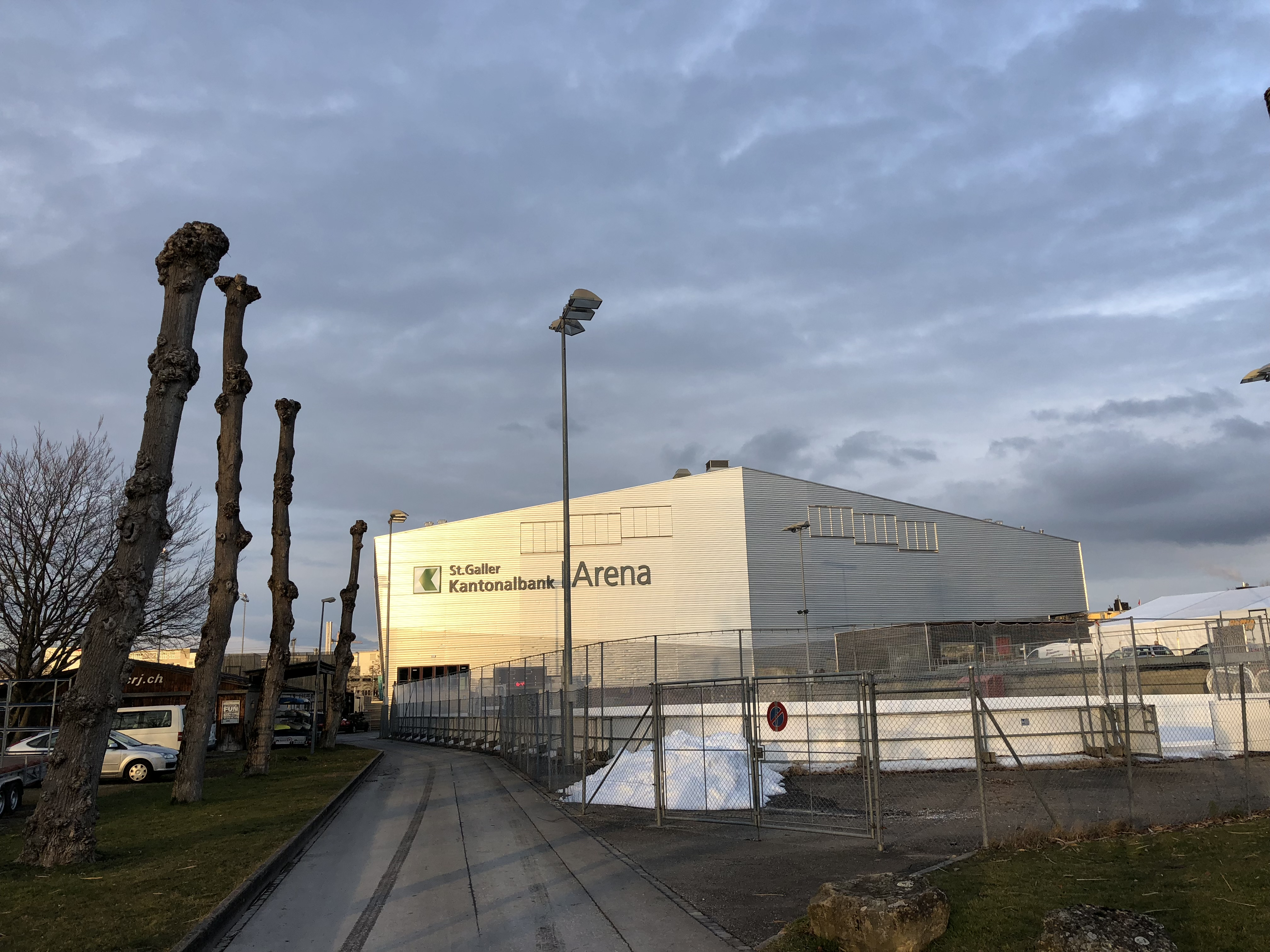
Die Heimspielstätte der Rapperswil-Jona Lakers

Das Stadion Lido wurde 1987 gebaut. Nach dem Aufstieg in die NLA 1994 erfuhr das Stadion leichte Anpassungen an die neuen Anforderungen. 2006 wurde das Stadion komplett umgebaut, wobei sich die Firma Diners Club mit 1,5 Millionen Franken an den Baukosten beteiligte und sich damit die Namensrechte der neuen Diners Club Arena für zehn Jahre sicherte. 2016 erwarb die St. Galler Kantonalbank die Namensrechte.
Die St. Galler Kantonalbank Arena bietet eine Kapazität von 6'100 Plätzen, wovon 4'000 Sitzplätze sind.